# Hyperectis apicalis
Hyperectis apicalis är en fjärilsart som beskrevs av George Francis Hampson. Hyperectis apicalis ingår i släktet Hyperectis och familjen Crambidae. Inga underarter finns listade i Catalogue of Life.